# فريدريش آيكهورن
فريدريش آيكهورن (بالألمانية: Friedrich Eichhorn)‏ (و. 1779 – 1856 م) هو سياسي، وقاضي ألماني، ولد في فرتهايم آم ماين، توفي في برلين، عن عمر يناهز 77 عاماً.

## مناصب
تولى منصب قاضي
.

## التعليم
تعلم في جامعة غوتينغن
.